# Бауман, Патрик
Патрик Бауманн (нем. Patrick Baumann; 5 августа 1967, Базель, Швейцария — 14 октября 2018, Буэнос-Айрес, Аргентина) — швейцарский спортивный функционер, генеральный секретарь Международной федерации баскетбола (FIBA) (2003—2018). Член Зала славы баскетбола с 2020 года.

## Биография
Бауманн родился в Базеле 5 августа 1967 года. Получил степень бакалавра в Сан-Ремо (1987). В 1990 г. окончил Лозаннский университет по юридической специальности. В 1996 г. получил степень магистра в области спортивного администрирования и менеджмента в Международном олимпийском комитете и Лионском университете. В 2011 г. получил квалификацию магистра делового администрирования в школе бизнеса Чикагского университета. Окончил судейские курсы в Швейцарской спортивной школе. Свободно владел английским, французским, немецким, итальянским и испанским языками.
В молодости занимался баскетболом: сначала был игроком, затем баскетбольным судьей. Занимался тренерской деятельностью, организовывал молодёжные соревнования и баскетбольные тренировочные лагеря.
После окончания университета работал юристом в Департаменте иностранных дел в Лозанне (1990—1991), в Швейцарской банковской корпорации (отделения в Лозанне, Базеле и Санкт-Галлене; 1991—1993).
С 1994 г. работал юристом в Международной федерации баскетбола (ФИБА). С апреля 1995 г. по январь 2003 г. — заместитель генерального секретаря. С января 2003 г. — генеральный секретарь ФИБА. Будучи генеральным секретарем ФИБА, Бауманн поддерживал развитие баскетбола 3х3. Этот формат был использован на юношеских Олимпийских играх в Нанкине (Китай) в 2014 году и на чемпионатах среди юношей до 18 лет в Израиле в 2015 году.
Член Международного олимпийского комитета (МОК) (2007). Принимал участие в работе оценочной комиссии летних Олимпийских игр 2008 г. (в качестве представителя ФИБА; 2000—2001), координационной комиссии летних Олимпийских игр 2012 г., комиссии по международным отношениям (2008—2014), комиссии «Спорт и закон». Являлся членом оценочной комиссии Игр 2020 г., комиссий по маркетингу (с 2014 г.) и комиссии сопровождения спортсменов (с 2014 г.).
С 2011 г. входил в состав советов Ассоциации международных федераций олимпийских летних видов спорта и Спортивного арбитражного суда.
Помимо баскетбола, занимался плаванием, теннисом и футболом.
Был женат, воспитывал троих детей.